# Zonas Azuis
Zonas Azuis são locais no mundo em que, supostamente, as pessoas são mais longevas que a média. Tais regiões foram identificadas por cientistas e demógrafos, que constataram nos locais características e práticas específicas que resultam em casos de alta incidência de longevidade. É provável que o nome tenha sido empregado pela primeira vez em um artigo científico por uma equipe de demógrafos que pesquisavam os centenários de Sardenha em 2004.

## Zonas
O explorador Dan Buettner identificou cinco Zonas Azuis em suas pesquisas no projeto Quest Network, Inc.:
- Sardenha, Itália: uma equipe de demógrafos encontrou um local de alta incidência de longevidade em uma determinada montanha, onde a maioria dos homens alcança a idade de 100 anos.

- Ilhas de Okinawa, Japão: outra equipe examinou um grupo que está entre os mais longevos da Terra.

- Loma Linda, Califórnia, Estados Unidos: os pesquisadores estudaram um grupo de Adventistas do Sétimo Dia que estão entre os mais longevos dos Estados Unidos.

- Península de Nicoya, Costa Rica: o local foi alvo de uma pesquisa empreendida pela Quest Network em 2007.[4][5]

- Icária, Grécia: uma expedição em abril de 2009 na ilha identificou o local com a maior taxa de pessoas que alcançam os 90 anos no planeta — aproximadamente uma em cada três pessoas chegam a essa idade. Constatou-se também que os icarianos têm uma taxa 20% menor de incidência de câncer, 50% menor de doenças cardíacas e praticamente nulas de demência.[6]

## Críticas
As alegações de longevidade excepcional nas populações das zonas azuis foram questionadas devido à ausência de informações baseadas em evidências de qualidade. A expectativa de vida em Okinawa caiu significativamente no século XXI, e atualmente é a 26ª maior entre as 47 prefeituras do Japão, suscitando mais motivos para questionar as alegações de longevidade excepcional. Um estudo feito em 2011 por um dos autores do artigo original sobre as zonas azuis não foi capaz de confirmar as idades dos moradores mais velhos da cidade japonesa devido ao fato que muitos registros não sobreviveram à Segunda Guerra Mundial.
Harriet Hall, em um artigo crítico publicado na Science-Based Medicine, afirmou que não há estudos controlados de pessoas com idades avançadas nas chamadas zonas azuis, e que as dietas dessas populações são baseadas em especulações, e não em evidência coletada de forma rigorosa ou científica.